# Schuhcreme

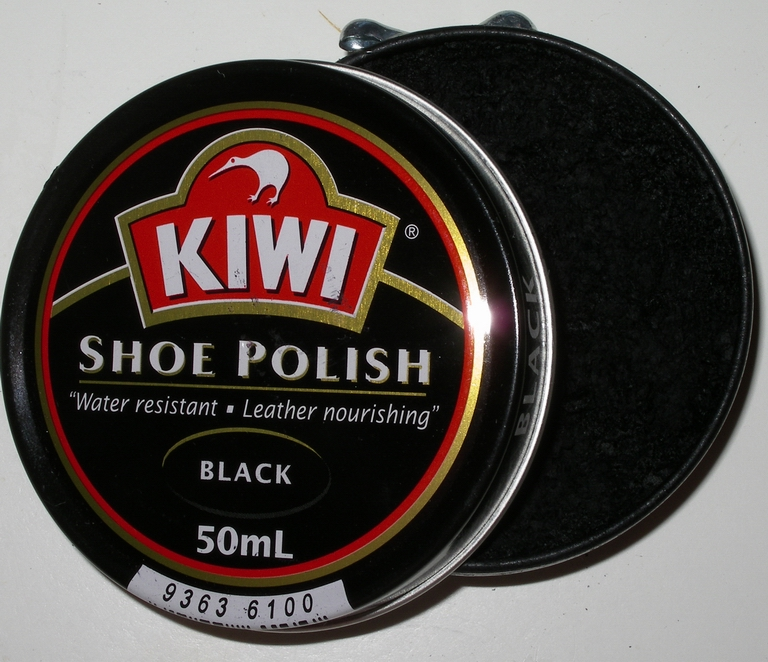
Schuhcreme-Dose

Schuhcreme (österr. auch Schuhpasta) ist ein wachshaltiges, salben-, pasten- oder gelartiges Gemisch zur Lederpflege, meistens von Schuhoberflächen aus Glattleder. Chemisch ist sie, wie viele Cremes, eine Dispersion beziehungsweise Suspension. Schuhcreme zählt zu den oberflächenwirksamen Schuhpflegemitteln; ihr Vorläufer war bis zum Beginn des 20. Jahrhunderts die Schuhwichse.

## Geschichte
1835 erfand C. L. Beutel aus Perleberg (Prignitz) die Schuhcreme. 
Für die Mainzer Wachswarenfabrik Werner & Mertz entwickelte der Chemiker Philipp Adam Schneider die erste moderne Schuhcreme der Welt (Erdal), für die mit Wirkung ab dem Jahr 1901 ein Patent in Deutschland erteilt wurde. Sie löste die Schuhwichse ab.

## Differenzierungen

### Überblick

Beispiele lösungsmittelfreier Schuhcremes verschiedener Hersteller

Schuhcreme ist der Sammelbegriff für verschiedene cremeartige Schuhpflegemittel. Deren grundlegende Unterschiede sind historisch auf die wirtschaftlichen Erfordernisse der Zeit nach dem Ersten Weltkrieg zurückzuführen, als die Hersteller die damals knappen Rohstoffe der verwendeten Lösungsmittel durch Wasser zu ersetzen suchten.

### Grundtypen
In erster Linie werden zwei verschiedene Arten von Schuhcreme unterschieden:
- Hartwachscreme
- Emulsionscremes

Die Emulsionen werden weiter unterteilt in
- Wasseremulsionscreme (Lösungsmittel Wasser)
- Mischemulsionscreme (enthält sowohl Wasser als auch organische Lösungsmittel).

### Praktische Unterscheidungskriterien
Ein äußeres Unterscheidungsmerkmal der beiden Hauptgruppen Hartwachs- und Emulsionscremes ist ihre Konsistenz: Die Hartwachscremes sind wesentlich härter als die weichen Emulsionscremes, die bei Ledermilch sogar flüssig sein können. Die unterschiedliche Festigkeit bedingt auch unterschiedliche Verpackungen: Hartwachscremes werden immer in flachen Blech- oder Kunststoffdosen abgefüllt. Emulsionsware kommt dagegen in Tuben, Tiegeln oder flachen, den Blechdosen ähnlich geformten Kunststoffbehältnissen. Eisenblech würde aufgrund des Wassergehalts der Emulsionen rosten. Ledermilch wird in Flaschen angeboten.
Misch- und Wasseremulsionen sind für den Endverbraucher nicht ohne weiteres zu unterscheiden. Am eindeutigsten ist noch der Hinweis der Lösungsmittelfreiheit auf der Verpackung der Wasseremulsionscremes. Erfahrene Anwender können aufgrund unterschiedlich stark ausgeprägter Wirksamkeit und anderer Anwendungmerkmale (z. B. Dosierbarkeit) die beiden Emulsionscremetypen unterscheiden. Wasseremulsionen dominieren im 21. Jahrhundert in Europa den Markt der Schuhcremes. Da die Mischemulsionscremes im Gesamtangebot der Cremes die seltenen Ausnahmen sind, erkennen Fachleute sie bereits an ihrem Markennamen.

## Bestandteile
Hauptwirkbestandteile sind die in den Mitteln enthaltenen Kompositionen aus harten und weichen Wachsen. Die Wachse sorgen für die Wasser abstoßende Wirkung der Creme, den Glanz und – im Fall von harten Wachsen (speziell Carnaubawachs, dem härtesten natürlich vorkommenden Wachs) auch für die Schutzwirkung der Creme. Ferner sind Öle beziehungsweise Fette (umgangssprachlich die „Nahrung“ des Leders) enthalten. Das gilt für alle Cremetypen. Daneben werden noch geringe Mengen (weniger als ein Prozent) Farbstoffe bzw. Pigmente (beides zur Farbauffrischung) und als größter Anteil (mehr als die Hälfte) Löse- bzw. Verdünnungsmittel (Testbenzine, Terpentinöl u. a., bei Emulsionscremes grundsätzlich auch Wasser) hinzugefügt, damit die einzelnen Bestandteile sich gleichmäßig in der Creme verteilen, eine gebrauchsfertige Konsistenz der Salbe erreicht wird und diese besser in das Leder eindringen kann. Emulsionscremes erfordern zusätzlich Emulgatoren (daher auch die Bezeichnung), damit sich die normalerweise mit Wasser nicht vermischbaren Wachse und Fette in der Creme fein verteilen.
Zusatzstoffe oder einzelne Bestandteile, die von der Werbung häufig hervorgehoben werden, sind für eine Feinanpassung der Creme gedacht, und sagen nichts über deren Qualität. Bienenwachs beispielsweise sorgt für einen als angenehm empfundenen Geruch und als weiches Wachs für eine gute Elastizität des Wachsfilms. Paraffin hilft bei der Einstellung der Konsistenz und Silikonöle erleichtern das Anpolieren.
Speziell Wasseremulsionscremes erfordern eine Vielzahl weiterer Inhaltsstoffe, die für die lederpflegende Wirkung überflüssig sind. So unterbinden beispielsweise die darin enthaltenen Konservierungsmittel ein Schimmeln der Creme, und andere Zusatzstoffe verstärken die Kälteresistenz (wichtig für den Transport) etc.

## Funktionsweise und Wirkung

### Prinzipien

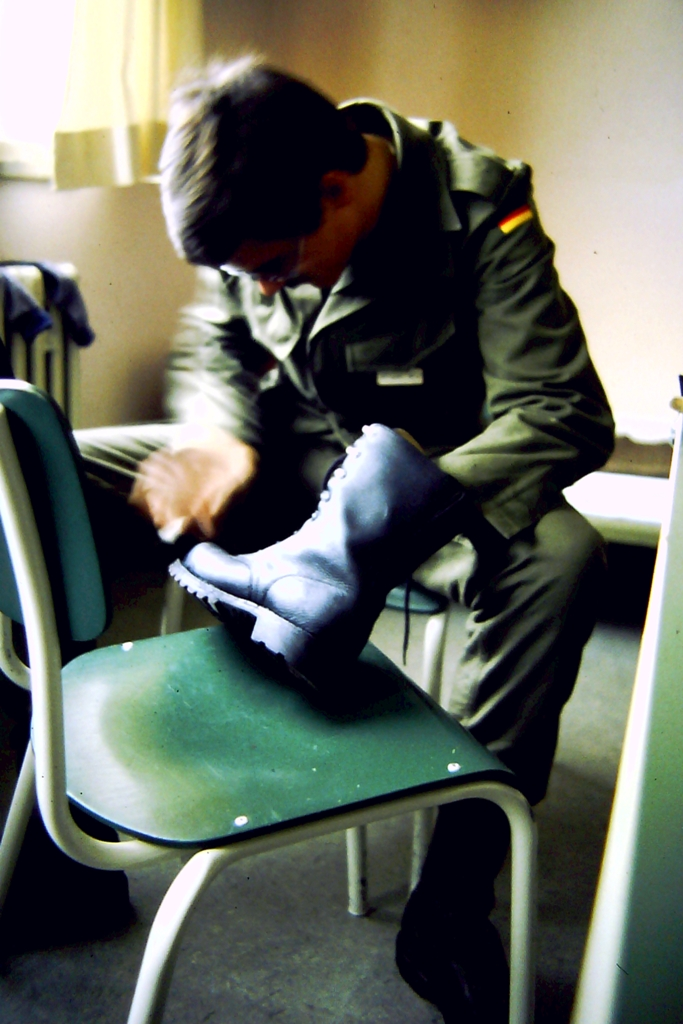
Soldat bei der Schuhpflege (1982)

Beim Aufbringen einer Schuhcreme geschieht folgendes:
1. An der Schuhoberfläche haften die Wachsteilchen schuppenartig an und rufen ein mattes Aussehen hervor. Die Wachse sorgen für den wasserabstoßenden Effekt (Imprägnierwirkung) und die Schutzwirkung.
2. Von den Wasseremulsionscremes abgesehen sorgen die Lösemittel beim Cremeauftrag mittels Tuch für eine zusätzliche Reinigung, indem sie die – nach der unerlässlichen Vorreinigung – noch verbliebenen Verschmutzungen entfernen können und dabei die verbrauchten, mit mikroskopischen Schmutzteilchen durchsetzten Cremereste des vorausgegangenen Cremeauftrags lösen. Des Weiteren transportieren die Lösemittel die in der Creme enthaltenen Öle und Fette etwas in die oberste Lederschicht hinein und bei Emulsionscremes auch die öllöslichen Farbstoffe (die Farbpigmente der Hartwachscremes bleiben auf der Lederoberfläche).
3. Nach dem Verdunsten der Lösemittel sind die Öle und Fette ein paar zehntel Millimeter tief in das Leder eingezogen und ersetzen zuvor eventuell aus der obersten Lederschicht ausgewaschene Fettungsstoffe. Die Lipidmoleküle legen sich zwischen die einzelnen Lederfasern, sodass diese gegeneinander verschiebbar bleiben, und erhalten so die Geschmeidigkeit des Leders. Die Farbstoffe frischen den Farbeindruck auf, und an der Oberfläche verbleiben die noch stumpf aussehenden Wachse.
4. Wird die Wachsschicht poliert, schmelzen die einzelnen Wachsplättchen durch die bei der Politur punktuell entstehende Wärme, und es entsteht eine stärker geschlossene und vor allem sehr glatte Oberfläche. An dieser haftet neuer Schmutz nicht so leicht an, und das auftreffende Licht wird in einer Weise reflektiert, dass ein Glanzeindruck hervorgerufen wird. Zugleich entsteht dabei ein hauchdünner, mit dem bloßen Auge nicht sichtbarer Schutzfilm auf der Lederoberfläche.

### Pflegeergebnisse verschiedener Cremetypen
Dieser Schutzfilm ist entscheidend für die Pflegewirksamkeit einer Schuhcreme: Er muss gut am Leder haften (= Dauerhaftigkeit der Pflege, kein Abfärben) und sehr elastisch sein (wirksame Imprägnierung; kein Graubruch in den Gehfalten), gleichzeitig aber möglichst oberflächenhart sein, um als chemische und mechanische Barriere das Leder gegen Auswaschung von Fetten und Gerbstoffen (= Veränderung und Schwächung) und Verletzungen (= Oberflächenbeschädigung) zu schützen.
Im Gegensatz zu den weicheren Wachsen der Emulsionscreme sorgt der Carnaubawachsanteil einer Hartwachscreme für einen länger andauernden Schutz: Der Film widersteht Reibung und Stößen besonders gut und schützt somit das Leder besser vor mechanischen Beschädigungen. Auch hält die Glanzwirkung länger an und kann – ohne zwingenden Neuauftrag der Creme – mehrfach aufpoliert werden (Sparsamkeit, Schnellpflege). Im Zusammenspiel mit den in Hartwachscremes verwendeten rein organischen Lösungsmitteln bewirkt dies zugleich eine länger anhaltende Wasser abweisende Wirkung.
Emulsionscremes bieten im Vergleich zu den Hartwachscremes aufgrund der neben den Pigmentfarben zusätzlich vorhandenen öllöslichen Farbstoffe eine größere Auswahl unterschiedlicher Farben und eine etwas stärkere Farbwirkung. Der Glanz von Emulsionscremes wirkt seidiger, der von Hartwachscremes spiegelnder.
Wasseremulsionen sind eingeschränkter in ihren positiven Wirkungen im Vergleich zu Mischemulsionen und Hartwachscremes. Der Schutz durch eine Wasseremulsionscreme ist insgesamt weniger ausgeprägt und von kürzerer Dauer. Von Lederfachleuten wird immer wieder betont, dass eine Wassercreme keine empfehlenswerte Lederpflege darstellt. Sie erzeugt vielmehr nur kurzfristige und rein optische Effekte, jedoch keine nachhaltige Pflegewirkung.

### Grenzen der Anwendung
Als oberflächenwirksames Pflegemittel ist der Schutz das wichtigste Qualitätsmerkmal einer Schuhcreme. Die im täglichen Gebrauch von Schuhen unvermeidlichen ständigen mechanischen Belastungen der Lederoberfläche durch Gehbewegungen, Zug, Druck und Reibung greifen die Oberfläche dauernd an. Ist der durch die Creme bewirkte Schutzfilm beschädigt, ist das darunter liegende ungeschützte Leder betroffen. Deshalb ist regelmäßige Pflege erforderlich, um den Schutzfilm zu erneuern und chemische oder mechanische Schäden des Leders zu verhindern. Hartwachscremes bieten den effektivsten Schutz und ermöglichen die längsten Pflegeintervalle.
Die beschriebene Wirkung der Cremes und die Belastungen im Alltagsgebrauch erklären, weshalb eine zu dick aufgetragene Cremeschicht lediglich Nachteile, aber keine Vorteile bietet. Auch behindert ein zu starker Cremeauftrag die Wasserdampfdurchlässigkeit („Atmungsaktivität“) des Leders und hat negative Auswirkungen auf das Schuhklima. Schuhcreme – regelmäßig und sehr dünn aufgetragen – schützt hingegen die werksseitige Zurichtung der Lederoberfläche und sorgt für den Erhalt der Eigenschaften des Schuhoberleders, die für den Tragekomfort und die Haltbarkeit der Schuhe wichtig sind. Insofern werden sowohl die Optik als auch Faktoren wie die Atmungsaktivität, Elastizität, Dehnbarkeit und Flexibilität des Leders durch gute Schuhcreme erhalten und positiv beeinflusst.
Schuhcremes eignen sich nicht zur Pflege von Rauleder (Velours oder Nubuk), weil dessen Oberfläche durch das Wachs der Creme optisch und haptisch verändert (speckig und fleckig) wird. Stark belastete Schuhschäfte, wie beispielsweise die von Arbeitsstiefeln oder Bergschuhen, werden durch Schuhcreme unter Umständen nicht ausreichend geschützt und gepflegt. Für diese häufig stärkeren und pflanzlich gegerbten Oberleder gibt es deshalb spezielle Pflegemittel.
Ein verhärtetes, sprödes Leder lässt sich mittels Schuhcreme, egal welchen Typs, nur ungenügend wieder geschmeidig bekommen. Vorausgesetzt es mangelt dem Leder nicht an Feuchte (zu trockenes Leder ist hart und spröde), kann nur der Einsatz von tiefenwirksamen Pflegemitteln (Lederöl, Lederfett) die verloren gegangene Geschmeidigkeit wiederherstellen. Deren Einsatz ist in solchen Fällen dem Fachmann vorbehalten, wenn unerwünschte Nebenwirkungen (dauermatte Oberflächen, lappiges Leder, mangelhafte Passform, auf die Strümpfe durchschlagendes Fett usw.) ausgeschlossen werden sollen.
Schuhcreme ist mehrere Jahre haltbar. Flüchtige Lösemittel führen im Laufe der Zeit – besonders bei den Hartwachscremes mit ihrer vergleichsweise großen Verdunstungsoberfläche – zu einem langsam fortschreitenden Verhärten der Creme und zu einem Schrumpfen ihres Volumens. Wird die Creme härter, gestaltet sich ihre Anwendung zunehmend schwierig. Die optimale Aufbewahrungstemperatur liegt etwa bei 15–20 °C.

## Begriffsverwirrungen
Die für Schuhcreme verwendeten Bezeichnungen sind oft mehrdeutig. Allein der Begriff Schuhcreme sagt nichts darüber aus, ob damit im Einzelfall eine Hartwachscreme oder eine Emulsionscreme gemeint ist. Emulsionscreme ist ebenfalls ungenau, weil damit keine Aussage über deren grundsätzliche Zusammensetzung getroffen wird. Zwischen Wasseremulsionscremes und Mischemulsionscremes liegen sowohl hinsichtlich der Inhaltsstoffe, als auch für die praktische Anwendung große Unterschiede.
Hinzu kommen viele handelsübliche und synonym gebrauchte Bezeichnungen:
- Hartwachscreme = Dosencreme, Wachspaste, Hartwachspaste, Glanzwachs, Terpentinölcreme, Wachs-Terpentin-Paste, Dosenware, Ölware
- Emulsionscreme = Tubencreme, Tubenware, Emulsion
  - Wasseremulsionscreme = Wassercreme, Wasserware, lösemittelfreie Creme
  - Mischemulsionscreme = Mischcreme, Mischware

Das in Dosen- und Mischcremes einiger Hersteller als Lösemittel eingesetzte Terpentinöl wird oft mit dem gesundheitsschädlichen Terpentin verwechselt. Die Verwendung von Terpentinöl als Bestandteil einer Schuhcreme ist sogar ein Qualitätsmerkmal; es ist vornehmlich in den höherpreisigen Dosencremes enthalten. Dem entgegen steht Terpentin, das stark fettlösend ist und sich für Lederpflegemittel nicht eignet.

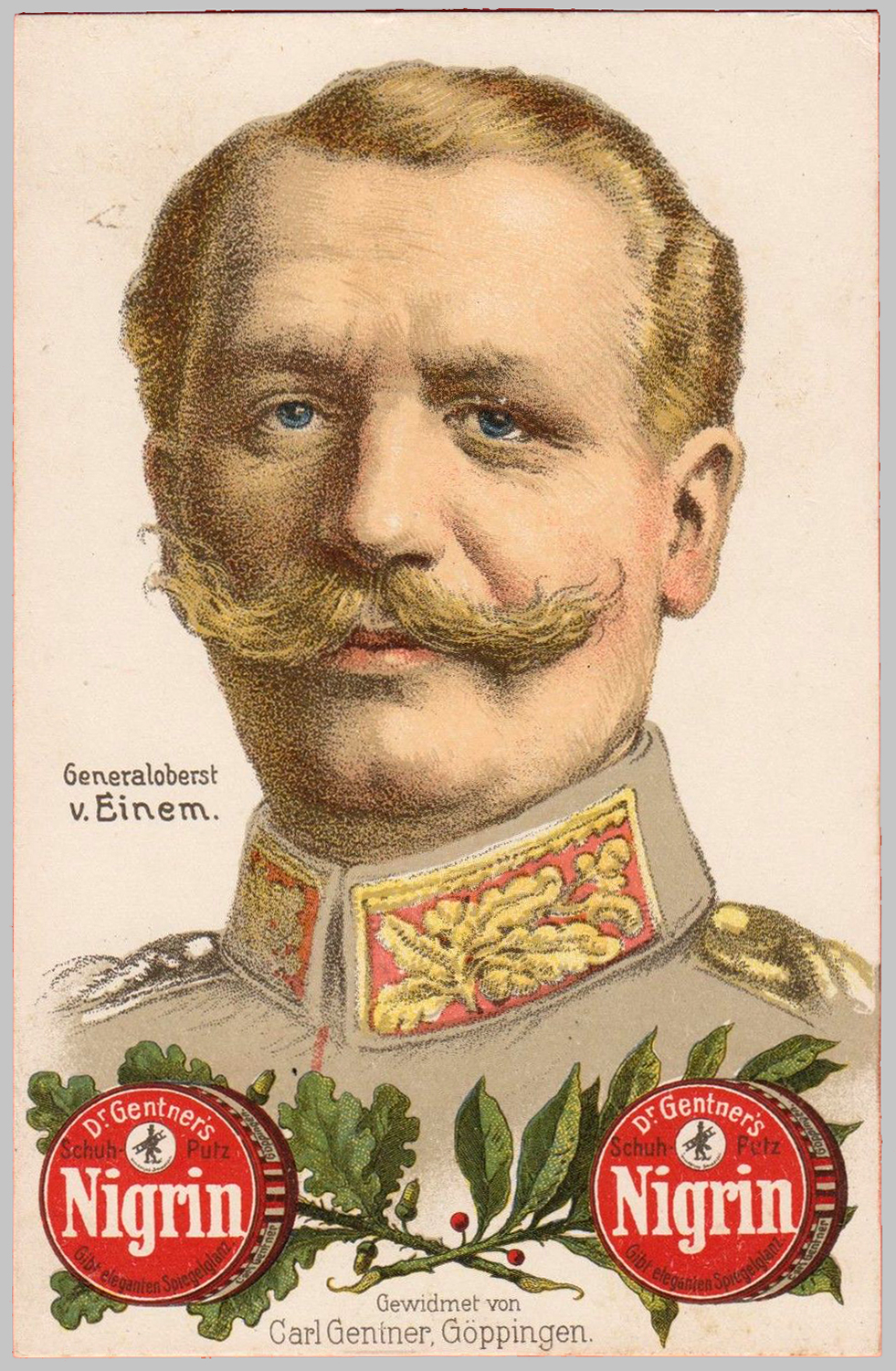
Um 1915: Postkarte Nummer 1 von Carl Gentner mit dem lithografierten Porträt des Generalobersts v. Einem über Eichenlaub – und zwei Dosen „Dr. Gentner's Schuh-Putz Nigrin. Gibt eleganten Spiegelglanz“

## Beispiele einiger bekannter Schucremehersteller
- Australien: KIWI[2]
- Deutschland: Centralin
- Deutschland: Collonil (seit 1909)[3]
- Deutschland: Ecco
- DDR: Eg-Gü
- Deutschland: Erdal
- Deutschland: Nigrin
- Deutschland: Solitär
- Polen: Dobrolin